# Gelijnde bruinbandspanner
De gelijnde bruinbandspanner (Scotopteryx coarctaria) is een nachtvlinder uit de familie van de spanners (Geometridae). 
De basiskleur van de vleugels is lichtgrijs tot geelbruin, over de vleugel lopen diverse donkerbruine lijnen en banden. 
De gelijnde bruinbandspanner vliegt in twee jaarlijkse generaties. Hij overwintert als rups. De soort gebruikt kruipbrem als waardplant.
De soort komt voor op droge heiden in een groot deel van Europa. De soort is in Nederland sinds 1971 niet meer waargenomen. In België komt de soort niet voor. 